# Středočeské inovační centrum
Středočeské inovační centrum, spolek (zkratka SIC) je inovační agentura, která podporuje podnikatele a vědecká centra Středočeského kraje. Jejím cílem je propojovat vědecká pracoviště s inovativními firmami a start-upy v kraji tak, aby vznikaly nové produkty a služby s potenciálem řešit společenské výzvy. Prostřednictvím SIC rozvíjí Středočeský kraj vědu, výzkum a inovace a „posiluje konkurenceschopnost Středočeského regionu v rámci české i globální ekonomiky“.

## Vznik
SIC vzniklo 3. 6. 2015 z iniciativy pětice zakladatelů: Středočeský kraj, České vysoké učení technické v Praze, Fyzikální ústav Akademie Věd ČR, Astronomický ústav AV ČR a Výzkumný ústav geodetický, topografický a kartografický, kteří zároveň patří mezi jeho členy.

## Činnost

### Programy
Středočeské inovační centrum se věnuje rozvoji podnikání ve Středočeském kraji například programem INO:EX (Inovuj produkt a Expanduj na trh), který pomáhá s vylepšením produktu či služby, „s tvorbou prototypu, ověřením poptávky u zákazníků a s expanzí firmy na trh.“
INO:EX navazuje na program Inovačních voucherů, jimiž SIC podněcovalo „spolupráci komerčního sektoru s výzkumnou nebo akademickou institucí“ a také na program pro výzkumné organizace Smart Akcelerátor II - Kreativní vouchery, který poskytoval dotace „z rozpočtu Středočeského kraje na podporu inovačního prostředí“.

### Akce
Středočeské inovační centrum pořádá odborně zaměřené eventy typu konference „Science 4 Business“, která propojila výzkumné organizace, inovativní firmy (spin-off, start-up) i investory a politiky. Účastní se také popularizačních festivalů pro veřejnost jako je „Týden inovací“.

## Spolupracující vědecké organizace a firmy
SIC spolupracuje se sedmadvaceti středočeskými vědeckými organizacemi. Patří mezi ně 11 technicky orientovaných, například Fyzikální ústav AV ČR, v.v.i., HiLASE či Centrum výzkumu Řež, s.r.o.. Mezi jedenácti přírodně či zemědělsky zaměřenými jsou Botanický ústav AV ČR, v.v.i. nebo Výzkumný ústav včelařský, s.r.o.. V pěti biologicky či medicínsky orientovaných je BIOCEV či Národní ústav duševního zdraví.
Mezi zástupci podpořených firem patří technologická společnost zemědělského zaměření Varistar, výrobce kloubních náhrad ProSpon či mladoboleslavský start-up Ecokit vyvíjející konstrukční systém pro stavbu nízkoenergetických domů.  

## Regionální inovační strategie
Středočeské inovační centrum svojí činností „implementuje Regionální inovační strategii“ (RIS3). Tato Research and Innovation Strategy for Smart Specialization je od roku 2014 podmínkou pro čerpání fondů Evropské unie na národních i krajských úrovních.